# Замок Леопольдскрон
Дворец Леопольдскрон (нем. Schloss Leopoldskron) — национальный исторический памятник, находящийся в Леопольдскрон-Моос — южном районе Зальцбурга. Дворец построен в стиле рококо и окружен парком площадью 7 гектаров. Он расположен на озере Леопольдскронер Вайхер. С 1947 года на территории данного поместья проводится Зальцбургский глобальный семинар. В 2014 году во дворце и в соседнем с ним здании, Мейергофе, была открыта частная гостиница «Замок Леопольдскрон».

## История
В 1736 году принц-архиепископ Зальцбурга граф Леопольд Антон Элевтериус фон Фирмиан (1679—1744) построил дворец на берегу пруда после того, как разбогател благодаря изгнанию из Зальцбурга более 22 000 протестантов. Он приобрёл территорию между будущим замком и Унтерсбергом, ставшую семейным имением. В мае 1744 года он передал дворец своему племяннику, графу Лактанцу Фирмиану, который разместил в нём большую коллекцию картин. В неё входили произведения Тициана, Дюрера, Пуссена, Рубенса и Рембрандта.

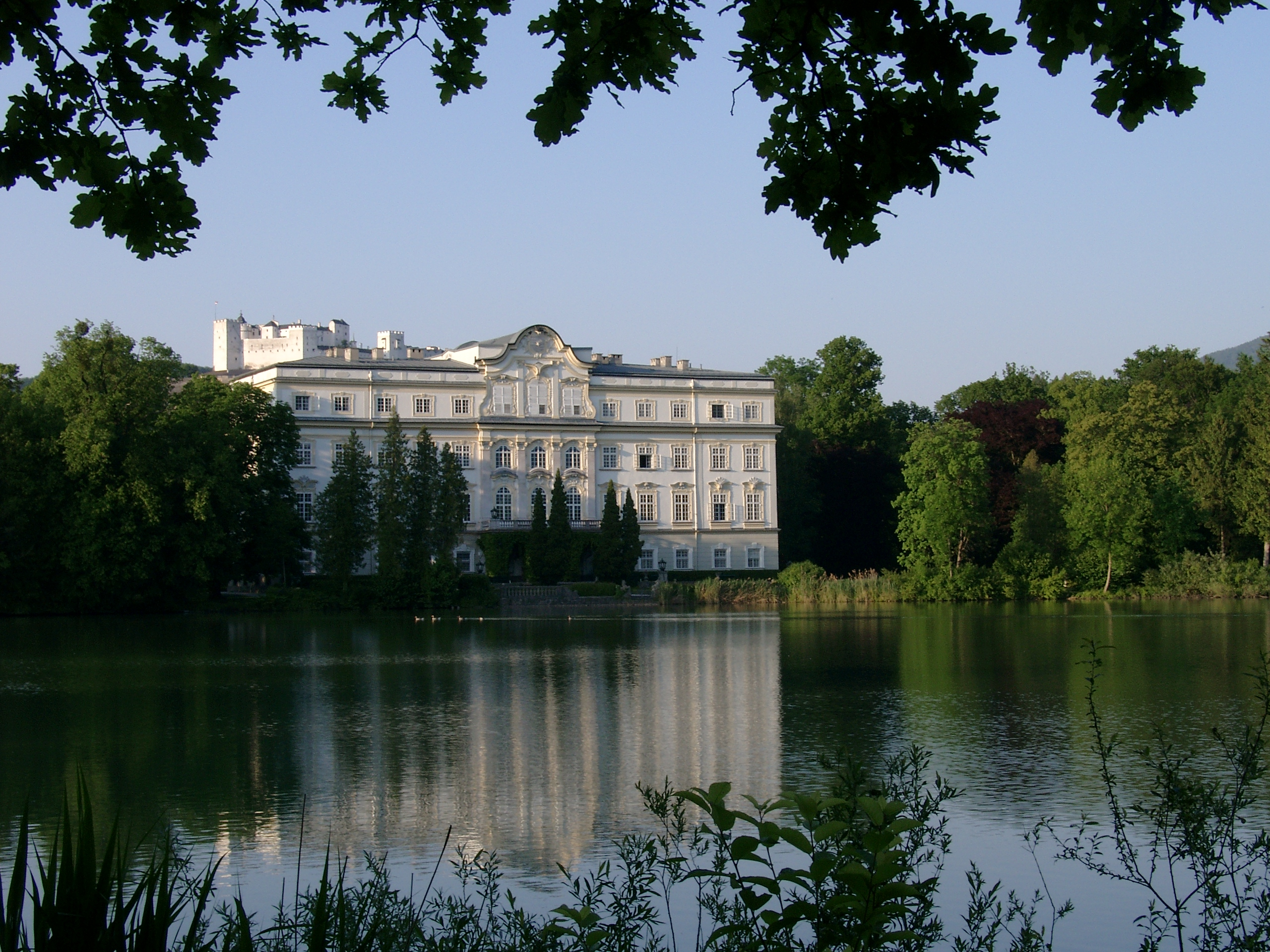
Замок Леопольдскрон. Австрия

После смерти архиепископа в 1744 году, его сердце было похоронено в часовне дворца, а сам он — в соборе Зальцбург. Дворец принадлежал семье Фирмиан до 1837 года.
Вскоре дворец был продан владельцу местного тира Георгу Циреру, который убрал большинство ценных предметов интерьера, включая картины, гравюры и скульптуры.
В XIX веке дворец сменил несколько владельцев. Среди них были банкир и два официанта, которые хотели использовать его как отель, а также король Людвиг I Баварский.
В 1918 году дворец приобрёл Макс Рейнхардт, известный театральный режиссёр и соучредитель Зальцбургского музыкального фестиваля. К этому времени дворец нуждался в срочном ремонте. Двадцать лет Рейнхардт занимался его восстановлением. Помимо ремонта лестницы, «Большого» и «Мраморного» залов, Рейнхардт создал библиотеку, «Венецианский» зал и садовый театр. Для своих театральных постановок Рейнхардт использовал всё здание (зрителям приходилось переходить из комнаты в комнату). Здесь проходили встречи писателей, актёров и композиторов со всего мира.
16 апреля 1938 года нацистское правительство Германии конфисковало дворец в рамках ариизации «еврейской собственности» в Австрии. В том же году Герман Геринг передал дворец принцессе Стефании фон Гогенлоэ, считавшейся шпионом Гитлера в Великобритании и других европейских странах. Ей было поручено превратить замок в гостевой дом для выдающихся деятелей культуры нацистского государства. Фон Гогенлоэ, знавшая Рейнхардта до аншлюса Австрии, отправила часть фарфора, серебра и других личных вещей Рейнхардта ему в Калифорнию (есть предположение, что она могла быть двойным агентом).
В 1939 году она уехала в Англию, затем перебралась в США, где жил её бывший любовник Фриц Видеман — германский консул в Сан-Франциско.
В конце войны в саду замка взорвалась бомба. Были разбиты окна, люстра в библиотеке на первом этаже, несколько осколков повредили настенные росписи в китайской комнате. Также была повреждена лепнина на южном фасаде. Следы повреждений можно увидеть и сегодня.
После войны имущество было возвращено Рейнхардтам. В 1946 году Хелен Тимиг, вдова последнего владельца дворца, предложила использовать дворец Клеменсу Хеллеру, который вместе со Скоттом Элледжем и Ричардом Кэмпбеллом основал Зальцбургский семинар по американистике — «План Маршалла для ума».
Зальцбургский семинар собрал вместе молодых людей из стран, бывших противниками во время Второй мировой войны, и первоначально предлагал просвещение по истории США, искусству, литературе и культуре в период американской оккупации части Германии и Австрии. Позже он был преобразован в «глобальный форум». С 1947 года проведено более 500 сессий семинаров по широкому кругу вопросов.
В 1959 году «Salzburg Global Seminar» приобрел дворец Леопольдскрон, а в 1973 году прилегающий к нему Мейергоф. Была проведена обширная реконструкция и реставрация для того, чтобы замок, помимо Зальцбургского семинара, можно было использовать в качестве конференц-центра и места проведения других мероприятий. В начале 2014 года, за два месяца были капитально отремонтированы 50 номеров в Мейергофе, кафе «Мейергоф» и приёмная. Были подготовлены три тематических зала «Звуки музыки». В феврале 2014 года отель открылся под новым названием «Замок Леопольдскрон».
Отель «Замок Леопольдскрон» является членом объединений «Castle Hotels & Mansions», исторических отелей Европы и партнёром «Climate Alliance Austria», крупнейшей в Европе сети по защите климата.
В 2015 году «Исторические отели Европы» удостоили «Замок Леопольдскрон» награды «Лучший исторический отель Европы». В том же году отель получил сертификат качества от «TripAdvisor». В 2016 году замок занял второе место в рейтинге исторических отелей Европы в номинации «Лучший исторический отель с историей, которую стоит рассказать». Среди известных гостей отеля были принц Чарльз, Билл Гейтс, Кофи Аннан, Арнольд Шварценеггер, Хиллари Клинтон, Рут Гинзбург и многие другие.

## «Звуки музыки»
В 1964 году в Зальцбурге был снят фильм «Звуки музыки» режиссера Роберта Уайза, с Джули Эндрюс в главной роли. Территория, прилегающая к дворцу Леопольдскрон, была одной из основных внешних декораций. Фактически, там было снято 10 сцен на открытом воздухе, изображающих дом фон Траппа.
Интерьеры дворца не были задействованы в картине, сцены внутреннего убранства особняка фон Траппа снимали на соседнем участке («Бертельсманн»). А кадры самого здания были сняты в замке Фронбург.
Также для съёмок картины была использована уличная беседка австрийского замка, но сцены внутри беседок были отсняты на голливудской съемочной площадке. После съёмок беседка была перенесена на другую сторону озера, чтобы туристы могли её посещать, а затем она была снова перемещена во дворец Хельбрунн за городом.
Специальный выпуск «Звуков Рождества» 1987 года с Джули Эндрюс, Джоном Денвером и Пласидо Доминго в главных ролях, также был снят в замке Леопольдскрон.